# Vuelo 671 de Avianca
El Vuelo 671 de Avianca , matrícula HK-177, era un Lockheed Constellation que se estrelló y se quemó al aterrizar en Montego Bay, Jamaica, el 21 de enero de 1960. Fue y sigue siendo el peor accidente en la historia de la aviación de Jamaica.
El vuelo se había originado en el Aeropuerto Internacional de Miami, Florida. La aeronave que operaba el vuelo era una Lockheed L-1049 Super Constellation utilizada por Avianca para sus rutas Bogotá-Montego Bay. Treinta y siete de los 46 pasajeros y la tripulación a bordo murieron.

## Vuelo
El vuelo 671 de Avianca era un vuelo internacional de Nueva York-Bogotá via Miami, Estados Unidos y Montego Bay, Jamaica. En el vuelo de Nueva York a Miami, el motor No. 3 falló y la aeronave fue desviada a Miami, donde se reparó el ajustador de la hélice y se rectificó una falla detectada en el motor No. 2. 00:12 Lockheed partió en otro crucero a Jamaica.

## Accidente
Al aterrizar, el avión hizo un fuerte aterrizaje, rebotó y aterrizó de nuevo en la pista, luego patinó por la pista en llamas. Se detuvo boca abajo, a 1900 pies del umbral de la pista y a 200 pies a su izquierda.